# Coupe Davis 1934
La Coupe Davis 1934 est remportée par la Grande Bretagne, tenante du titre, qui bat les États-Unis. Elle remporte ainsi un septième saladier d'argent.
En finale interzone, les américains battent l'Australie de Jack Crawford et Vivian McGrath après avoir été menés 2 à 0 dès le premier jour. Les australiens avaient pour leur part battu la Tchécoslovaquie en finale européenne.

## Finale
Équipe de Grande-Bretagne : Fred Perry, Bunny Austin, Pat Hughes, Harry Lee - Capitaine : Herbert Barrett
Équipe des États-Unis : Frank Shields, Sidney Wood, George Lott, Lester Stoefen - Capitaine : Norris Williams
| | Grande-Bretagne | 4                            | - | 1 | États-Unis |    |   |
| --- | --------------- | ---------------------------- | - | - | ---------- | -- | - |
| Centre Court, Wimbledon sur gazon |                 |                              |   |   |            |    |   |
| du 28 juillet au 31 juillet 1934 |                 |                              |   |   |            |    |   |
| \| 1 \| \| Bunny Austin \| 6 \| 6 \| 6 \| \| \| \| 1 \| \| Frank Shields \| 4 \| 4 \| 1 \| \| \| \| 2 \| \| Fred Perry \| 6 \| 4 \| 5 \| 6 \| 6 \| \| 2 \| \| Sidney Wood \| 1 \| 6 \| 7 \| 0 \| 3 \| \| 3 \| \| Pat Hughes - Harry Lee \| 5 \| 0 \| 6 \| 7 \| \| \| 3 \| \| George Lott - Lester Stoefen \| 7 \| 6 \| 4 \| 9 \| \| \| \| \| \| \| \| \| \| \| \| 4 \| \| Fred Perry \| 6 \| 4 \| 6 \| 15 \| \| \| 4 \| \| Frank Shields \| 4 \| 6 \| 2 \| 13 \| \| \| \| \| \| \| \| \| \| \| \| 5 \| \| Bunny Austin \| 6 \| 6 \| 6 \| 6 \| \| \| 5 \| \| Sidney Wood \| 4 \| 0 \| 8 \| 3 \| \| \| \| \| \| \| \| \| \| \| |                 |                              |   |   |            |    |   |
| 1 |                 | Bunny Austin                 | 6 | 6 | 6          |    |   |
| 1 |                 | Frank Shields                | 4 | 4 | 1          |    |   |
| 2 |                 | Fred Perry                   | 6 | 4 | 5          | 6  | 6 |
| 2 |                 | Sidney Wood                  | 1 | 6 | 7          | 0  | 3 |
| 3 |                 | Pat Hughes - Harry Lee       | 5 | 0 | 6          | 7  |   |
| 3 |                 | George Lott - Lester Stoefen | 7 | 6 | 4          | 9  |   |
| |                 |                              |   |   |            |    |   |
| 4 |                 | Fred Perry                   | 6 | 4 | 6          | 15 |   |
| 4 |                 | Frank Shields                | 4 | 6 | 2          | 13 |   |
| |                 |                              |   |   |            |    |   |
| 5 |                 | Bunny Austin                 | 6 | 6 | 6          | 6  |   |
| 5 |                 | Sidney Wood                  | 4 | 0 | 8          | 3  |   |
| |                 |                              |   |   |            |    |   |